# Wyspy Chesterfield
Wyspy Chesterfield (fr. Îles Chesterfield) – archipelag należący do francuskiej Nowej Kaledonii, oddalony o ok. 550 km na północny zachód od głównej wyspy terytorium, Nowej Kaledonii. Archipelag składa się z 11 wysepek i wielu raf.

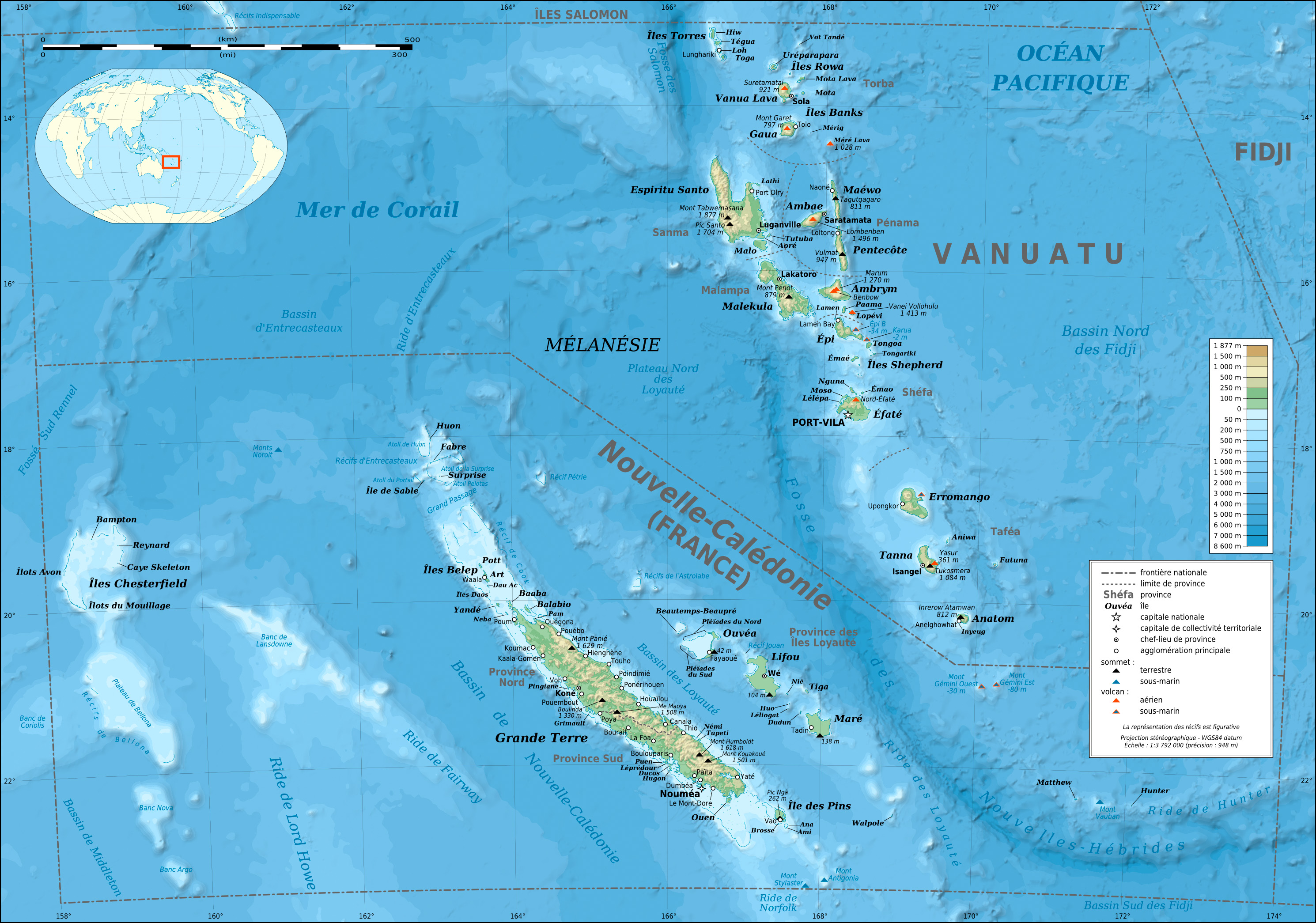
Mapa Nowej Kaledonii z widocznym archipelagiem

Wyspy Chesterfield tworzą strukturę długą na 120 km i szeroką na 70 km. Położone 60 km na południowy wschód od archipelagu Rafy Bellony (Récifs de Bellone) są osobną formacją, jednak często zalicza się je do wysp Chesterfield.